# Devitar
Devitar (en népalais : देवीटार) est un comité de développement villageois du Népal situé dans le district de Kavrepalanchok. Au recensement de 2011, il comptait 2 652 habitants.